# 天主教塞蒂拉瓜斯教区

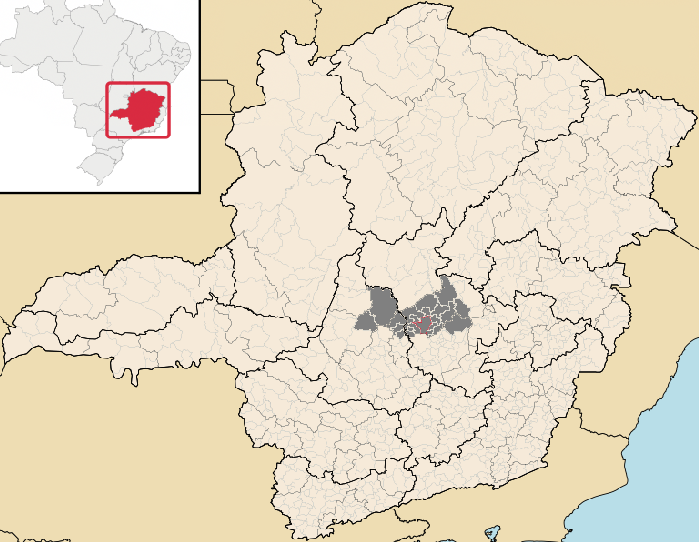
天主教塞蒂拉瓜斯教区

Regional CNBB Leste 2.

天主教塞蒂拉瓜斯教區（拉丁語：Dioecesis Septemlacunensis）是巴西一個天主教教區，包括米納斯吉拉斯州中部共二十二市。屬貝洛奧里藏特總教區。
教區於1955年7月16日成立，2010年時有354,017名教友，佔轄區總人口77.9%。教區有40個堂區和48名司鐸。現任教區主教為方濟各·科塔-德-歐利韋拉，榮休主教為威廉·波爾圖和類思·喬治·佩納-維特拉爾。